# Robert William Thomson
Pour les articles homonymes, voir Thomson et Thompson.
Robert William Thomson, né le 29 juin 1822 et mort le 8 mars 1873, est un inventeur britannique connu pour avoir inventé le stylo-plume rechargeable et le pneumatique.

## Biographie
Robert William Thomson naît le 29 juin 1822 à Stonehaven, dans le nord-est de l'Écosse, au Royaume-Uni. Il est baptisé dans l'Église d'Écosse le 26 juillet 1822. Robert est le onzième des douze enfants d'un propriétaire de filature de laine local. Sa famille souhaite qu'il suivie des études afin qu'il devienne Pasteur, mais il refuse, notamment en raison de son incapacité à maîtriser le latin. Robert quitte l'école, à 14 ans et part vivre chez un oncle à Charleston, aux États-Unis, où il est apprenti chez un marchand. Deux ans plus tard, il rentre chez lui et se forme de façon autodidacte à la chimie, l'électricité et l'astronomie avec l'aide d'un tisserand local qui connaît les mathématiques.
Son père lui offre alors un atelier et, à 17 ans, il a déjà reconstruit le séchoir à linge de sa mère afin que le linge humide puisse passer entre les rouleaux dans les deux sens. Il achève le premier modèle fonctionnel de sa machine à vapeur rotative elliptique, qu'il perfectionnera plus tard. Il effectue un apprentissage d'ingénieur à Aberdeen et Dundee avant de rejoindre une entreprise de génie civil à Glasgow. Il travaille ensuite pour une société d'ingénieurs civils d'Édimbourg où il met au point une nouvelle méthode de détonation de charges explosives par l'électricité, réduisant ainsi considérablement les pertes humaines dans les mines du monde entier.
Thomson travaille ensuite comme ingénieur ferroviaire et supervise le dynamitage des falaises de craie près de Douvres pour le South Eastern Railway. Il crée bientôt sa propre société de conseil ferroviaire et proposa la ligne pour le Eastern Counties Railway, qui est acceptée par le Parlement et finalement développée.
À l'age de 23 ans il fait breveter son pneumatique. Il obtient un brevet en France en 1846 et aux États-Unis en 1847. Son pneumatique est constitué d'une ceinture creuse en caoutchouc gonflée d'air, de sorte que les roues forment un coussin d'air au sol, au rail ou à la voie ferrée sur lesquels elles roulaient. Cette ceinture élastique en toile caoutchoutée est enfermée dans une solide enveloppe extérieure en cuir boulonnée à la roue. Les « roues aériennes » de Thomson furent présentées à Regent's Park, à Londres, en mars 1847 et furent installées sur plusieurs voitures hippomobiles, améliorant considérablement le confort de voyage et réduisant le bruit. Un ensemble parcourut 1 900 km sans le moindre signe de détérioration.
En 1849, Thomson inventa le stylo-plume rechargeable.
En 1863, Thomson est admis Fellow de la Royal Society of Edinburgh sur proposition de Charles Piazzi Smyth. De 1869 à 1871, il est président de la Royal Scottish Society of Arts.
Il amasse une importante somme d'argent grâce à ses inventions et par la suit vit dans une immense maison de ville au 3 Moray Place, dans le domaine de Moray, à l'ouest d'Édimbourg.
Il mourut chez lui à Édimbourg le 8 mars 1873, à l'âge de 50 ans. Il fut enterré au cimetière de Dean (près de Dean Village), à l'ouest d'Édimbourg, sur le sentier menant du centre du cimetière vers le sud-ouest.

## Brevets et développements
- Pneumatique (voir brevet américain 5104[2])
- Instruments d'écriture et de dessin (plume auto-remplissante)
- Améliorations dans l'obtention et l'utilisation de la force motrice
- Division de substances dures telles que la roche et le charbon
- Chaudières à vapeur Améliorations des jauges à vapeur
- Omnibus à vapeur
- Application de la puissance de la vapeur à la culture des terres
- Pneus élastiques
- Machine à vapeur urbaine (tramway)
- Guidage des tramways
- Courroies élastiques, sièges et autres supports ou coussins.

Thomson est également à l'origine de :
- Le broyeur à linge à rouleaux réversibles
- Le moteur rotatif elliptique
- L'utilisation de l'électricité pour faire exploser des charges explosives
- Des machines pour la fabrication du sucre
- La grue à vapeur portative
- La cale sèche hydraulique

## Distinctions
En 2020, il est admis au Scottish Engineering Hall of Fame.